# Cantonul Mazamet-Nord-Est
Cantonul Mazamet-Nord-Est este un canton din arondismentul Castres, departamentul Tarn, regiunea Midi-Pyrénées, Franța.

## Comune
| Comune                  | Populație (1999) | Cod poștal | Cod INSEE |
| ----------------------- | ---------------- | ---------- | --------- |
| Boissezon               | 390              | 81490      | 81034     |
| Mazamet                 | 10 544 (1)       | 81200      | 81163     |
| Payrin-Augmontel        | 2 002            | 81660      | 81204     |
| Pont-de-Larn            | 2 737            | 81660      | 81209     |
| Le Rialet               | 40               | 81240      | 81223     |
| Saint-Salvy-de-la-Balme | 569              | 81490      | 81269     |
| Le Vintrou              | 70               | 81240      | 81321     |